# Carebaco Juniors 1986
Das Carebaco Juniors 1986 als bedeutendstes internationales Nachwuchsturnier des Badmintonverbandes CAREBACO fand vom 26. August bis zum 4. September 1986 in Port of Spain in Trinidad und Tobago statt.

## Sieger und Platzierte
| Disziplin    | Gold                             | Silber                                | Bronze                     |
| ------------ | -------------------------------- | ------------------------------------- | -------------------------- |
| Herreneinzel | Marlon Djojodiwongso             | Sean Barnwell                         | Fayaz Nazir                |
| Herreneinzel | Marlon Djojodiwongso             | Sean Barnwell                         | Garrick Edwards            |
| Dameneinzel  | Audrey Pawironadi                | Abigail Johnson                       | April Chen                 |
| Dameneinzel  | Audrey Pawironadi                | Abigail Johnson                       | Sinika Wahab               |
| Herrendoppel | Marlon Djojodiwongso Fayaz Nazir | Sean Barnwell Peter Peroune           | Eric Bleau Oscar Brandon   |
| Herrendoppel | Marlon Djojodiwongso Fayaz Nazir | Sean Barnwell Peter Peroune           | Steven Mayne Vishnu Seixas |
| Damendoppel  | N. Caldeira Sinika Wahab         | Donna Amatkarijo Audrey Pawironadi    | April Chen Abigail Johnson |
| Damendoppel  | N. Caldeira Sinika Wahab         | Donna Amatkarijo Audrey Pawironadi    | M. Assing Nadine Julien    |
| Mixed        | Fayaz Nazir Audrey Pawironadi    | Marlon Djojodiwongso Donna Amatkarijo | R. Garcia Nadine Julien    |
| Mixed        | Fayaz Nazir Audrey Pawironadi    | Marlon Djojodiwongso Donna Amatkarijo | Sean Barnwell Sinika Wahab |
| Teams        | Trinidad und Tobago              | Jamaika                               | Guyana                     |